# Leão da Calcedônia

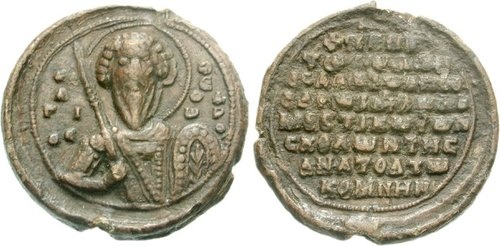
Selo de Isaac como protoproedro e doméstico das escolas do Oriente na década de 1070

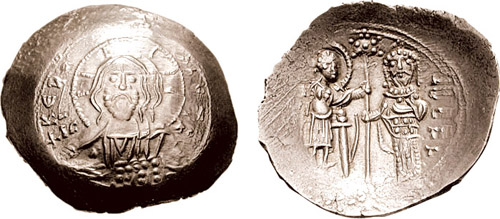
Histameno de eletro dos primeiros anos do reinado do imperador r.

Leão da Calcedônia (português brasileiro) ou Leão da Calcedónia (português europeu) foi um metropolita ortodoxo oriental do século XI da Calcedônia que se opôs à apropriação dos tesouros da Igreja pelo imperador bizantino Aleixo I Comneno (r. 1081–1118) para pagamento das tropas em suas guerras contra os normandos de Roberto Guiscardo. Entrou em conflito com o imperador em 1082 e foi condenado num sínodo em Constantinopla em 1086. Em 1094, num novo sínodo, foi novamente condenado e enviado para Sozópolis, no Ponto Euxino.

## Biografia
Leão da Calcedônia é citado pela primeira vez em 1082, após um sínodo de Constantinopla do mesmo ano, quando publicamente condenou o imperador Aleixo I Comneno (r. 1081–1118) e seu irmão Isaac Comneno pelo uso de tesouros da Igreja para financiar as guerras contra os normandos. Numa carta a Aleixo, culpou o patriarca Eustrácio (r. 1081–1084), e afirmou que ele deveria ser deposto e substituído pelo patriarca anterior, Cosme I (1076–1081), bem como exigiu investigação formal na qual se investigaria os brévios dos fundadores dos mosteiros para saber quais bens deveriam ser restituídos.
A oposição de Leão forçou o imperador a recuar temporariamente em 1082, porém a retomada dos confiscos logo depois e a falta de resistência pelo patriarca Nicolau III (r. 1084–1111) fez com que Leão e outros bispos proeminentes rompessem comunhão com o patriarcado em 1084. Em 1085, quando Aleixo tentou utilizar novamente dos tesouros da Igreja, agora para financiar campanhas contra os pechenegues, novamente foi criticado por Leão. Em 1086, o imperador convocou um sínodo que condenou-o por negar-se a aceitar decreto imperial. Segundo a tradição local, no mesmo ano Jorge Paleólogo, após ser derrotado por pechenegues, foi miraculosamente salvo por Leão que entregou-lhe um cavalo e ele fugiu heroicamente.
Em 1094, Leão enviou uma carta para Nicolau Adrianopolita, cujo conteúdo foi considerado contrário aos ensinamentos dos textos patrísticos sobre a veneração de ícones. Isso levou Aleixo a convocar concílio no Palácio de Blaquerna para discutir a veneração e acabar a controvérsia de Leão. Nesta ocasião, Leão foi unanimemente condenado e enviado para Sozópolis, no Euxino, onde as pessoas viam-o como santo. Aleixo enviou provisões para deixar sua vida tão confortável quanto possível, mesmo ficando hostil e intransigente. Posteriormente, reconciliou-se com o patriarcado, aceitando o uso dos tesouros da Igreja para fins militares.

## Descrição
Somente duas são as descrições feitas sobre ele e ambas provém da obra de Ana Comnena, historiadora filha de Aleixo I. Segundo ela, "[Leão] não foi um homem muito sábio ou erudito, embora tinha virtude prática; contudo seu caráter foi áspero e abrupto"; "um homem que expôs sua opinião, um verdadeiro arcebispo, mas de mentalidade simples, às vezes mostrando entusiasmo não baseado em conhecimento; ele igualmente não tinha um conhecimento adequado dos cânones sagrados."